# NGC 2770
NGC 2770 este o hi (21cm) source⁠(d) situată în constelația Linxul. A fost descoperită în 7 decembrie 1785 de către William Herschel. Se află la o distanță de 25,7 de megaparseci de Pământ.